# Piemia
 La piemia es un tipo de septicemia que conduce a abscesos generalizados de naturaleza metastásica. Generalmente es causada por estafilococos, organismos que forman pus en la sangre. Además de los abscesos distintivos, la piemia presenta los mismos síntomas que otras formas de septicemia. Era casi universalmente fatal antes de la introducción de antibióticos . 
Sir William Osler incluyó una discusión de tres páginas sobre la piemia en su libro de texto Los Principios y Práctica de la Medicina, publicado en 1892. Él definió la pimia de la siguiente manera: 
Una enfermedad general, caracterizada por escalofríos recurrentes y fiebre intermitente, y la formación de abscesos en varias partes, todas resultado de la contaminación de la sangre por productos que proceden de un foco contaminado por bacterias o supuración.
Anteriormente, Ignaz Semmelweis – quien más tarde moriría de la enfermedad – incluyó una sección titulada "La fiebre infantil es una variedad de piemia" en su tratado, The Etiology of Childbed Fever (1861). Jane Gray Swisshelm, en su autobiografía titulada Half a Century, describe el tratamiento de la piemia en 1862 durante la guerra civil estadounidense. 
- piemia criptogénica Piemia de origen oculto en los tejidos más profundos.
- piemia metastásica Múltiples abscesos resultantes de trombos piémicos infectados.
- piemia portal Inflamación supurativa de la vena porta.

## Síntomas
La enfermedad se caracteriza por una temperatura alta intermitente con escalofríos recurrentes; procesos metastásicos en varias partes del cuerpo, especialmente en los pulmones; neumonía séptica; empiema. Puede ser fatal. Los signos y síntomas clínicos pueden diferir según el sistema que implica.  

## Tratamiento
Los antibióticos son efectivos. El tratamiento profiláctico consiste en la prevención de la supuración.